# Welcome Home (Sanitarium)
«Welcome Home (Sanitarium)» es la cuarta canción del tercer álbum de estudio de Metallica, Master of Puppets, que fue además extraída como sencillo en 1986. Está inspirada en el libro de Ken Kesey One Flew Over the Cuckoo's Nest, en castellano Alguien voló sobre el nido del cuco.
La letra de la canción habla de estar encerrado en la locura, que puede ser interpretado como estar encerrado en un manicomio. A medida que avanza la canción, Hetfield va cantando cada vez más agresivamente la letra, y las guitarras se orientan más hacia el heavy metal y thrash metal, ya que la introducción de la canción es mucho más suave que el resto. El conjunto de la canción está guiado por una serie de riffs oscuros y pesados que concuerdan a la perfección con la letra depresiva de la canción. 
La versión original, recogida en la maqueta de la canción, posee un final alternativo más largo que el incluido en la canción del álbum y que fue incluido en la canción Orion, presente en el mismo álbum. 
A partir de los 4 minutos de canción, el riff de la misma guarda bastante similitud con el de "Tom Sawyer", de Rush. Como Metallica nombra a Rush en los agradecimientos del disco, se cree que este riff debió ser un tributo a la banda canadiense, aunque no fue confirmado por la banda. A menudo, "Welcome Home (Sanitarium)" es combinada en los conciertos de la banda con Master of Puppets bajo el nombre de "Mastertarium".

## Versiones
Los grupos musicales que han versionado la canción son: 
Limp Bizkit para el Mtv Icon Metallica Anthrax, Bullet for My Valentine, Apocalyptica, Kreator, Stone Sour, Dream Theater, Ratt, Humanimal, Steel Panther, Twisted Sister, John Marshall, Mötley Crüe, Tony Levin y Whitfield Crane para el disco tributo Metallica Assault: A Tribute to Metallica.

## Créditos
- James Hetfield: Voz, piano y guitarra rítmica.
- Kirk Hammett: Guitarra líder.
- Cliff Burton: Bajo eléctrico.
- Lars Ulrich: Batería y percusión.